# Хамадан (аэродром)
Военный аэродром Хамадан (перс. همدان‎ Hamadân; пехл. اَهمدان Ahmatan — авиабаза Хамадан) — военный аэродром Военно-воздушных сил Ирана.

## История аэродрома
Аэродром ВВС Ирана «Хамадан» расположен в 47 км севернее от одноимённого города Хамадан. Именуется также как авиабаза Ноя (Noje Airbase) в честь капитана Мохаммада Ноя, погибшего 16 августа 1979 года первым из состава лётчиков авиабазы при выполнении боевого задания, авиабаза Шахруки и 3-я тактическая авиабаза.
До середины 2014 года на аэродроме базировались:
- 31-я тактическая разведывательная эскадрилья ВВС Ирана на самолётах RF-4Е[2][3];
- 31-я тактическая истребительная эскадрилья ВВС Ирана на самолётах F-4Е[2].

Аэродром использовался ВКС России для усиления авиационной группы ВКС России в Сирии с началом военной операции России в Сирии (с 23 ноября 2015 года). На аэродроме периодически базировались дальние бомбардировщики Ту-22М3 и фронтовые бомбардировщики Су-34. 20 августа 2016 года российские СМИ распространили информацию о якобы данном Ираном России разрешении на бессрочное использование авиабазы Хамадан для нанесения авиаударов по позициям ИГИЛ, однако позже глава МИД Ирана раскритиковал Россию за распространение этой информации, заявив, что база Хамадан больше не используется российской авиацией.